# Hemerobius nemoralis
Hemerobius nemoralis is een insect uit de familie van de bruine gaasvliegen (Hemerobiidae), die tot de orde netvleugeligen (Neuroptera) behoort. 
Hemerobius nemoralis is voor het eerst wetenschappelijk beschreven door Müller in 1764.